# Руммо, Пауль Матсович
Па́уль Ма́тсович Ру́ммо (эст. Paul Rummo; 14 июля 1909, Эстляндская губерния, Российская империя — 28 марта 1981, Таллин, Эстонская ССР, СССР) — эстонский советский поэт, драматург и литературный критик. Лауреат Премии Советской Эстонии (1950). Заслуженный деятель искусств Эстонской ССР (1952).

## Биография
Родился в 1909 году в деревне Калбу Кехтельской волости, Эстляндской губернии (ныне волость Кехтна, уезд Рапламаа, Эстония) в семье хуторянина.
В 1930 году окончил Таллинскую учительскую семинарию и до 1937 года работал учителем.
С 1938 по 1940 год редактировал журнал «Meie Noorus» («Наша молодёжь»).
После советизации Эстонии в 1940 году активно включился в политическую и общественную жизнь, работал в системе Министерства просвещения Эстонской ССР, заведовал Управлением кинофикации Эстонской ССР, а в 1941 году назначен директором Государственного театра «Эстония».
В 1940 году от трудящиеся Таллина — Hымме избран депутатом Верховного Совета Эстонской ССР 1-го созыва.
В войну был в эвакуации, работал литературным сотрудником Государственного художественного ансамбля ЭССР в Ярославле . Был активным сотрудником дивизионных газет.
С 1948 по 1949 год он был главным редактором издательства «Ilukirjandus ja Kunst» («Художественная литература и искусство»).
В 1950 году за кантату «Власть народа» и тексты песен удостоен Премии Советской Эстонии.
В 1952 году присвоено звание Заслуженный деятель искусств Эстонской ССР.
До 1958 года занимал руководящие посты в сфере культуры — руководитель Государственного киноцентра, снова директор Эстонского театра, редактор журнала «Teater ja Muusika» («Театр и музыка»).
С 1962 по 1969 год он был поэтическим консультантом Союза писателей Эстонской ССР.
Награжден двумя орденами, в том числе в 1979 году за заслуги в развитии советской литературы награждён Орденом Дружбы Народов, а также медалями.
Умер в 1981 году в Таллине. Похоронен на таллинском кладбище Метсакальмисту.

## Творчество
В тридцатые годы писал пьесы для детей и юношества.
В 1943 году в Ярославле написал антифашистскую пьесу «Коричневая чума», поставленную драматической труппой Государственного художественного ансамбля ЭССР в Ярославле под руководством режиссёра Антса Лаутера. Написанные в военные годы стихотворения составили сборник стихов «Борющаяся родина» (1946).
В 1950 году вышел посвящённый десятилетию Советской Эстонии сборник стихов «Власть народа». Далее gоследовали сборники «Волга-Дон» (1953), «Катящийся камень» (1955), «Пролог и поэмы» (1961) куда вошла в том числе документальная поэма «Альфред и Анна», «Разорванная нить» (1969), «Походная песня» (1979).
В книгах «Туристом в седьмой великой державе» (1959) и «Как создавались стихи» (1969) собраны критические и публицистические статьи.
Автор либретто трех эстонских опер: двух опер Э. Каппа «Огни мщения» (1945) и «Певец свободы» (1950) и в соавторстве с К. Мерилаас либретто оперы Г. Эрнесакса «Рука об руку» (1955).
Составил три сборника литературной критики, в том числе влиятельную антологию "Eesti luule («Эстонская поэзия», 1967).

## Семья
Жена — редактор ряда газет Тийо Руммо, дочь — театровед Ли Тормис, сын — писатель Пауль-Ээрик Руммо.